# Ligne de tramway 330/2
Ne doit pas être confondu avec Ligne de tramway 330/1.
La ligne 330/2 d'après son numéro de tableau horaire est une ancienne ligne de tramway du Groupe de Courtrai de la Société nationale des chemins de fer vicinaux (SNCV) qui a fonctionné entre le 11 avril 1911 et le 9 novembre 1937.

## Histoire
La ligne est mise en service le 11 avril 1911 entre la gare de Wevelgem et celle d'Izegem (nouvelle section, capital 153).
Elle est fusionnée en 1930 avec la ligne 330/1 à la suite de la création d'une section joignant les deux lignes à Izegem.
Elle réapparait quelques années plus tard à la suite de la réorganisation du service sur la ligne 330/1 mais est limitée au trajet Wevelgem Station-État - Gullegem Bank.
Elle est finalement supprimée le 9 novembre 1937 sans être remplacée par un service d'autobus[réf. nécessaire], les voies sont fermées à tout-trafic entre gare de Wevelgem et Gullegem Bank.

## Exploitation

### Horaires
Tableaux :
- 330/2 en 1931[3].